# Гудермес
Гудерме́с (рос. Гудермéс, чеч. Гуьмсе/Gümse) — місто в Російській Федерації, адміністративний центр Гудермеського району Чеченської Республіки. Статус міста має з 1941 року.

## Населення
Гудермес — четверте за населенням місто Чеченської Республіки. У 2009 році його населення становило 42605 осіб. Більшість населення складають чеченці.
За переписом населення 1926 року у Гудермесі проживала значна кількість росіян — 2048 (68,8%) та українців — 601 (20,2%).
| 1926 | 2 775  |
| 1939 | 10 737 |
| 1959 | 18 553 |
| 1970 | 32 445 |
| 1979 | 34 012 |
| 1989 | 38 089 |
| 2002 | 33 756 |
| 2006 | 38 953 |
| 2009 | 42 605 |

## Відомі особистості
В місті народилися:
- Медовник Світлана Георгіївна (1948—1991) — українська радянська керамістка.
- Суздалєва Ніна Володимирівна (1939—1988) — російська радянська художниця.
- Салман Бетирович Радуєв (1967-2002) — чеченський повстанець, один з польових командирів чеченських збройних сил

## Галерея

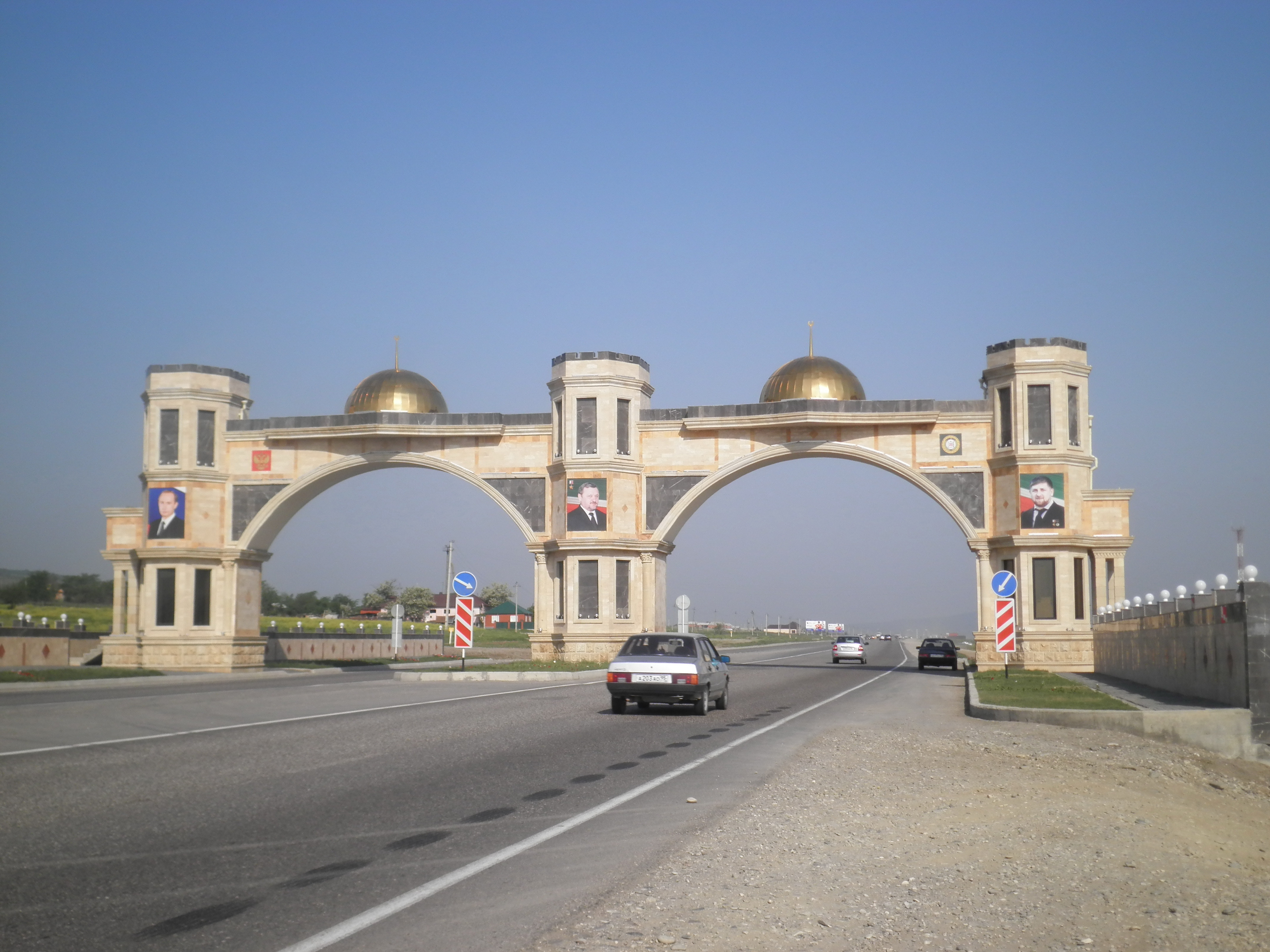
Ворота в Гудермес
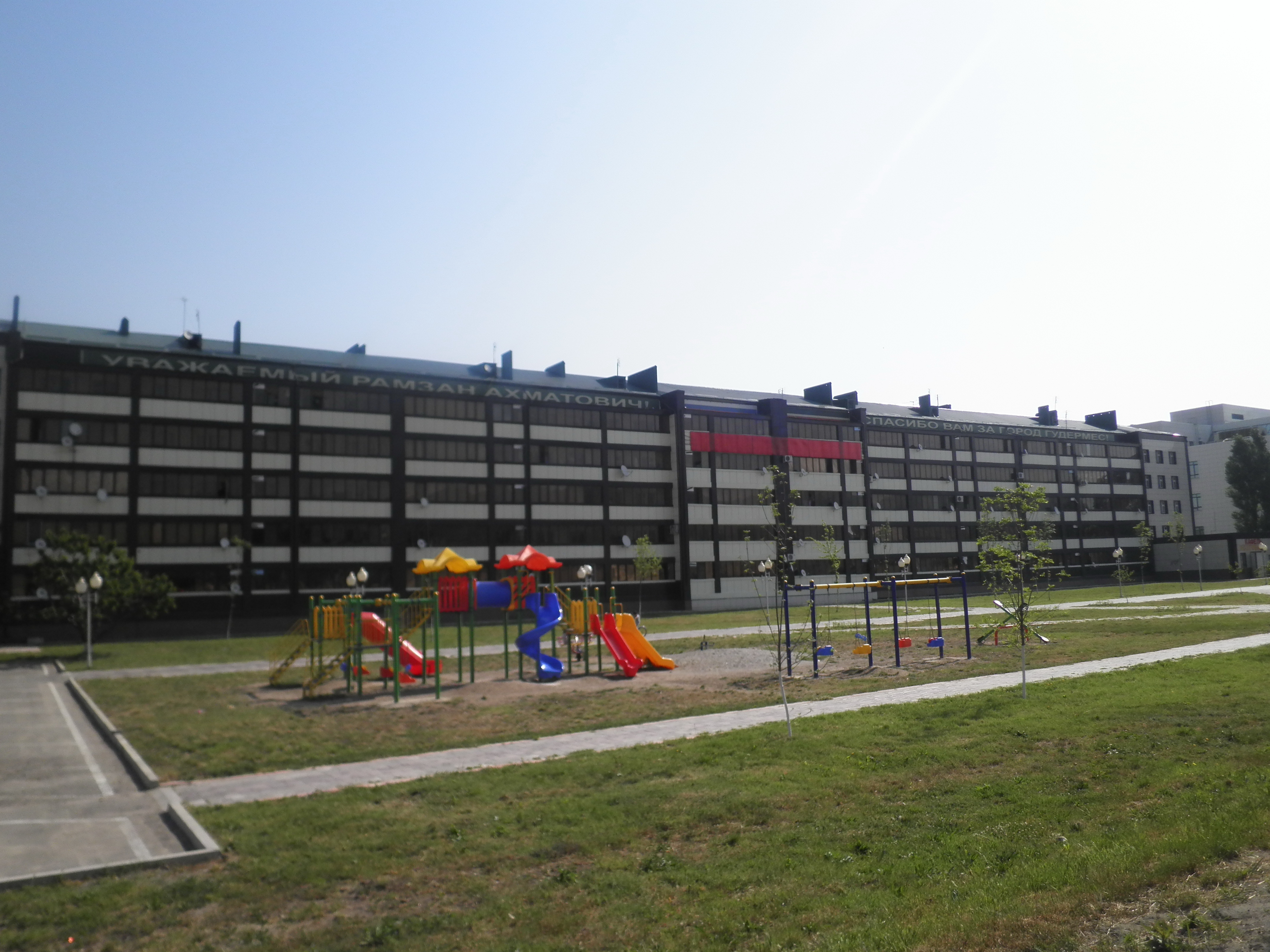
5-поверхівка в Гудермесі
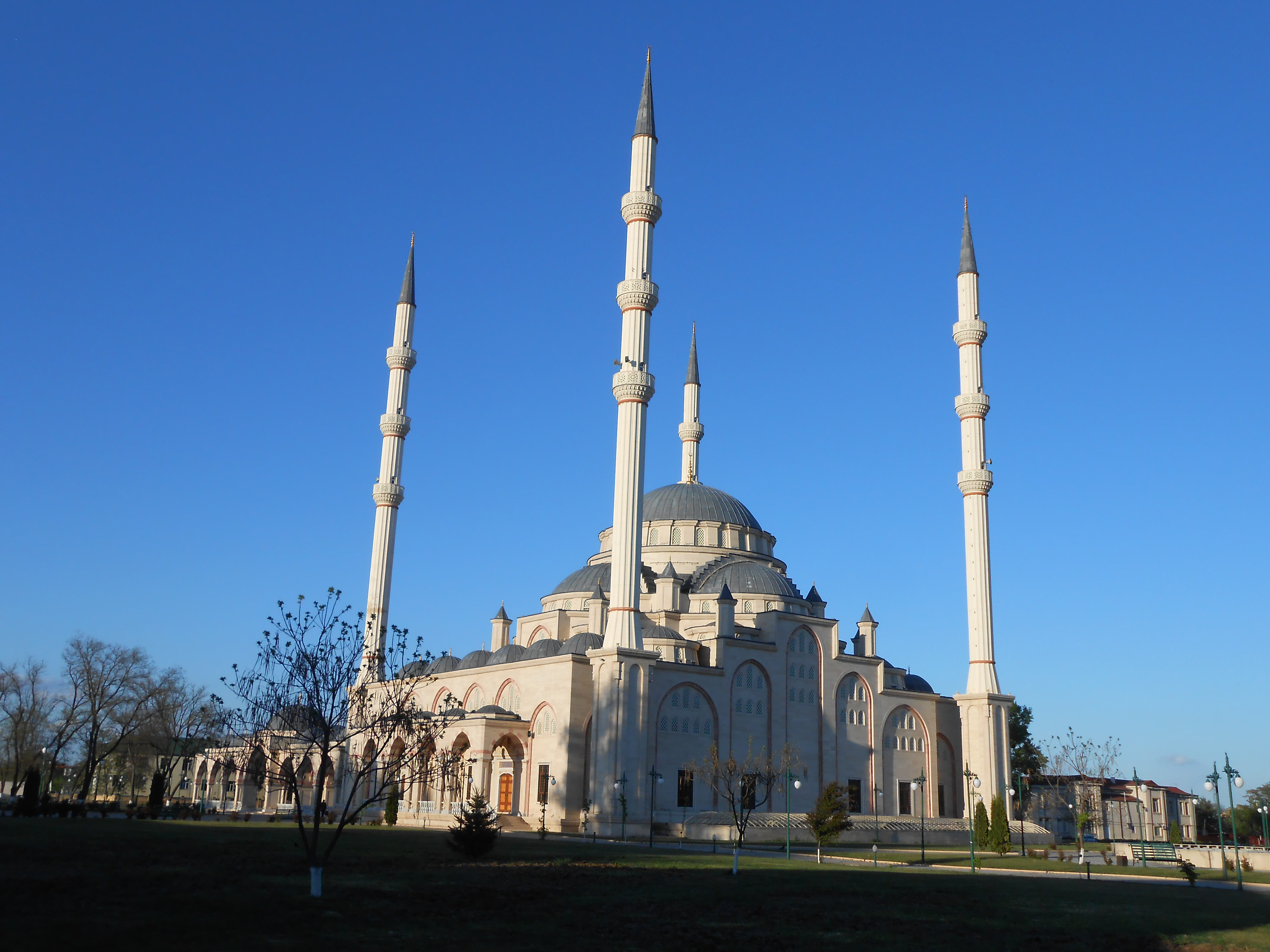
Мечеть в Гудермесі
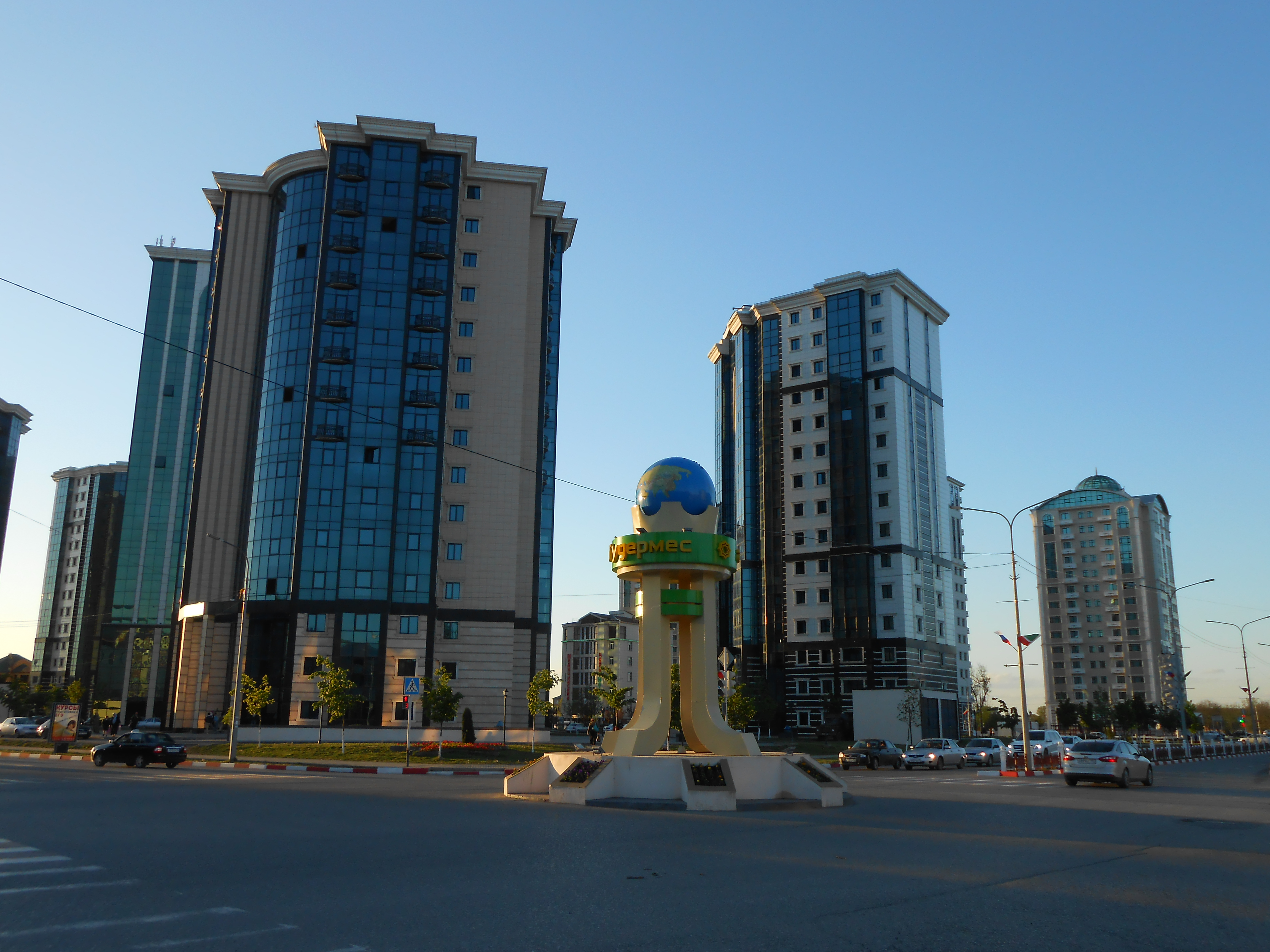
Гудермес сіті